# Rudolf Wsewolodowitsch Wjatkin
Rudolf Wsewolodowitsch Wjatkin (russisch Рудольф Всеволодович Вяткин; geboren am 6. März 1910 in Basel; gestorben am 10. Oktober 1995 in Moskau) war ein sowjetischer Asienwissenschaftler und Übersetzer.

## Leben
Wjatkin stammte aus einer Familie russischer Emigranten in der Schweiz. Er kehrte nach der Oktoberrevolution in die Sowjetunion zurück und schloss 1939 ein Studium an der Fernöstlichen Staatlichen Universität (DWGU/ДВГУ) ab und begann sofort, an verschiedenen Institutionen zu unterrichten, darunter am Militärinstitut für Fremdsprachen (WIIJa/ВИИЯ), am Moskauer Institut für Asienkunde (MIW/МИВ) und an der Staatlichen Universität Moskau (MGU/МГУ). Während seiner Tätigkeit am WIIJa beendete er seine Doktorarbeit mit dem Titel „Die britisch-chinesischen Beziehungen im Zeitraum von der Washingtoner Flottenkonferenz bis zur japanischen Besetzung der Mandschurei“ («Англо-китайские отношения в период от Вашингтонской конференции до захвата Японией Маньчжурии»). 1949 wurde er somit Kandidat der Geschichtswissenschaften (entspricht dem deutschen Doktor), 1951 Dozent für Chinesisch am WIIJa.
1956 bis 1958 war Wjatkin Wissenschaftler am Institut für Sinologie und am Institut für Asienwissenschaften der Akademie der Wissenschaften der UdSSR, später als leitender Wissenschaftler am Institut für Asienkunde der Akademie der Wissenschaften.
Wjatkin beschäftigte sich vor allem mit historischen Themen wie der chinesischen Revolution 1925 bis 1927, den Beziehungen zwischen China und Großbritannien seit dem Ersten Weltkrieg und mit der chinesischen Historiografie. Er veröffentlichte insgesamt über 120 Monografien und Artikel. Sein Hauptwerk ist eine Übersetzung der „Historischen Aufzeichnungen“ von Sima Qian ins Russische (sechs Bände, 1972–1992). Wjatkin erhielt zahlreiche sowjetische Auszeichnungen. Er nahm aktiv an der X. (Marburg 1957), XI. (Padua 1958) und XVII. (Leeds 1965) Conference of Junior Sinologues teil, sowie am XXV. Internationalen Kongress der Asienwissenschaftler in Moskau 1960.

## Veröffentlichungen (Auswahl)
Monografien
- Историческая наука в КНР. Moskau, Nauka, 1972.
- Учебное пособие по китайскому языку для 2 года обучения
- Учебное пособие по китайскому языку в 2-х книгах
- Сыма Цянь: Исторические записки (Übersetzung und Kommentar, Bde. 1 und 2 mit В. С. Таскин). 8 Bände, Nauka 1972. 2. Auflage: 9 Bände, Восточная литература, Moskau 2010, ISBN 5-02-018264-8.
- Художественные аспекты «Исторических записок» Сыма Цяня
- Фань Вэнь-лань [Fàn Wénlán 範文瀾]: Новая история Китая [Zhōngguó jìndài shǐ 中國近代史] (Übersetzung; Zweitübersetzung aus dem Russischen ins Deutsche von Lydia E. Behrsing, bearbeitet von Siegfried Behrsing: Fan Wön-lan: Neue Geschichte Chinas. Deutscher Verlag der Wissenschaften, Berlin 1959.).

Artikel
- «Китайская революция 1925-1927 гг. и английский империализм». In: Вопросы истории № 3, 1949 г.; in: Ученые записки Тихоокеанского института III, Китайский сборник, 1949.
- Вяткин Р. В., Тихвинский С. Л. - «О некоторых вопросах исторической науки в КНР». In: Вопросы истории № 10, 1963 г.
- «Биография Лао-Цзы». Nachdruck in: Алексей Семенов (Hrsg.): Лао-Цзы (Антология гуманной педагогики). Шалвы Амонашвили, 2001, ISBN 5-89147-036-5.
- «Последние колонии в Азии»
- «Историческая наука КНР на современном этапе»
- «Историки КНР о «Сыма Цяне» и «Ши цзи»»